# Selección de rugby de Samoa Americana
La selección de rugby de Samoa Americana también conocida como Talavalu representa a dicho país en competencias de rugby y está regulada por la Amerika Samoa Rugby Union.
El equipo aún no han jugado la fase final de la Copa Mundial de Rugby y ocupa la última posición según el ranking de la World Rugby. Su primer partido se disputó en Apia, Samoa, contra Tonga en el que cae derrotado por 38 - 14.

## Participación en copas[4]

### Copa del Mundo
- no ha clasificado

### Juegos del Pacífico
- Apia 1983: fase de grupo[5]
- Puerto Moresby 1991: 2º puesto[6]

### Oceania Rugby Cup
- Oceania Rugby Cup 2015: 3º puesto[7]
- Oceania Rugby Cup 2017: no participó[8]